# Battaglia della fortezza di Hegra
La battaglia della fortezza di Hegra fu un combattimento di venticinque giorni avvenuto durante la campagna di Norvegia del 1940, tra soldati volontari norvegesi e unità tedesche. Dopo gli iniziali combattimenti lungo la linea ferroviaria di Meråker, i norvegesi ripiegarono nella fortezza di Hegra dove resistettero agli ulteriori attacchi tedeschi fino alla resa generale del 5 maggio.

## Forze in campo

### Norvegesi
I difensori norvegesi erano 250 soldati volontari e l'infermiera volontaria Anne Margrethe Strømsheim. La maggior parte di essi veniva dalla zona di Hegra, Stjørdal e Trondheim ma include anche tre svedesi.
La guarnigione di Hegra era equipaggiata con carabine Krag-Jørgensen e con mitragliatrici Madsen e Colt M/29.
La fortezza aveva inoltre dell'artiglieria: quattro pezzi da 10,5 cm e due da 7,5 cm posizionate in torrette semirotanti; quattro pezzi Krupp da 8,4 cm. L'artiglieria aveva una gittata massima compresa tra i 6 e i 9 km.
La maggior parte di questi uomini erano stati mobilitati nel 3º Reggimento d'Artiglieria ed erano stati mandati ad Hegra per continuare la mobilitazione dopo che i tedeschi avevano raggiunto la loro base iniziale. Inizialmente la Fortezza era una base temporanea, ma infine divenne il centro dei volontari di guerra nel 1940.

### Tedeschi
La forza d'assalto inizialmente consisteva del 138. Gebirgsjägerregiment austro-tedesco, 3. Gebirgsdivision (3ª Divisione di Montagna), che sbarcò a Trondheim il 9 aprile.
In seguito, tra il 20 e il 27 aprile, i tedeschi inviarono il 138º Reggimento a nord, verso Narvik, sostituendolo con delle unità della 181. Infanterie-Division.

## Antefatti

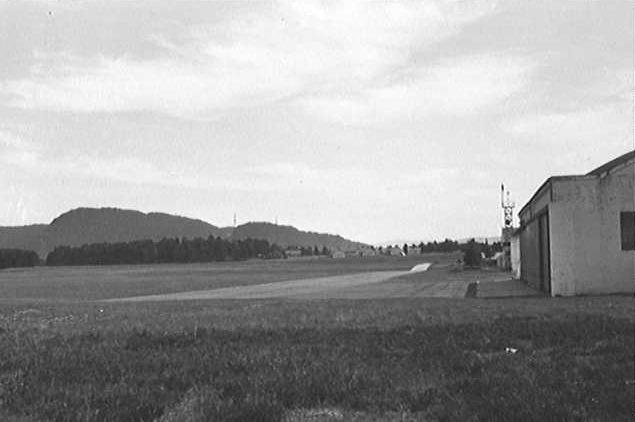
Værnes nel 1936

Il vecchio forte inutilizzato a Ingstadkleiva, che divenne noto come la Fortezza di Hegra, non viene considerato da nessuno degli schieramenti come un possibile campo di battaglia. Divenne importante solo quando l'artiglieria norvegese del maggiore Hans Reidar Holtermann cominciò ad organizzarsi per resistere alle forze d'invasione tedesche, sbarcate a Trondheim. Cominciata l'invasione, Holtermann si diresse al campo d'addestramento di Værnes per mobilitare il 3º Reggimento, cosa che avvenne alle 14:00 del 9 aprile 1940; i paracadutisti tedeschi non si lanciarono sulla Stazione Ferroviaria di Stjørdal prima del giorno seguente, quando alle 10:30 raggiunsero il campo d'addestramento. Poiché la sua unità non era pronta al combattimento, Holtermann dovette evacuare i suoi uomini e condurli al Forte che all'epoca era il Forte Ingstadkleiva, per completare la mobilitazione. Al Forte, alle 15:00 del 10 aprile 1940, la maggior parte del personale e dell'equipaggiamento sotto il comando di Holtermann giunsero alla piccola fortificazione montana del Forte Ingstadkleiva. A questo punto, ad Holtermann venne dato l'ordine di procedere con la mobilitazione e di fare ciò che ritenesse la cosa più giusta. Holtermann reclutò dei volontari dalle abitazioni locali con cui organizzò una forza da combattimento e posizionò una base temporanea in un edificio all'esterno della fortificazione.

### Mobilitazione
Al 10 aprile, Holtermann aveva già cinquanta volontari sotto il suo comando e un flusso costante uomini, principalmente di residenti nelle vicinanze, giungeva al forte. L'11 aprile, gli uomini dell'unità di Holtermann ritornò a Værnes per prendere la maggior parte dei materiali e provvigioni depositate lì. A causa della scarsa sicurezza nelle forze tedesche situate al campo d'addestramento, i norvegesi furono in grado di portare a termine la loro missione senza farsi scoprire. I rifornimenti furono portare in parte al forte e in parte distribuiti alle fattorie vicine. Quando una forza di 250 soldati venne organizzata, Holtermann dovette rimandare indietro il resto dei volontari poiché non poteva equipaggiarne e armarne altri. Dal 12 aprile, gli uomini lavorarono per riattivare l'artiglieria del forte, trovata con il pieno di munizioni ma senza il sistema di puntamento o mappe per il fuoco indiretto. Solo qualche mappa in scala 1:100 000 era disponibile nella fortezza. Le mappe aggiornate per l'artiglieria del forte erano a Trondheim e finirono in mani tedesche il 9 aprile e usate dalla Wehrmacht durante l'assedio, per posizionare l'artiglieria tedesca in luoghi non colpibili dalla fortezza. Il giorno stesso in cui Holtermann posizionò le sue unità attorno alla Stazione Ferroviaria di Hegra e sul ponte di Mælen, i primi tedeschi tentarono di catturare la fortezza. Un maggiore tedesco si avvicinò al Forte assieme a due ufficiali norvegesi, catturati il giorno stesso. Nonostante gli sforzi sia dell'ufficiale tedesco che dei due norvegesi, Holtermann rifiutò di arrendersi. Il giorno seguente, il 13 aprile, il maggiore Holtermann prese contatto con i suoi superiori della 5ª Divisione per l'ultima volta in tutta la Campagna di Norvegia. In una conversazione telefonica, al comandante delle forze di Hegra venne detto di fare ciò che riteneva il meglio, se possibile, per impedire ai tedeschi di prendere il controllo della linea ferroviaria Meråkerbanen, diretta in Svezia. Per questo motivo, 20 uomini vennero mandati al villaggio di Flornes per preparare delle fortificazioni e bloccare la strada e la ferrovia per Meråker.

### Fuoco amico
Il 14 aprile, giunsero dei rapporti alle truppe stanziate ad Hegra che affermavano che un treno carico di soldati tedeschi aveva lasciato la stazione ferroviaria di Hell e stava giungendo proprio ad Hegra. Non molto tempo dopo un treno si avvicinò alla Stazione di Hegra ignorando i segnali di stop. Come risposta a ciò che venne interpretato come essere un treno pieno di soldati tedeschi, i soldati norvegesi aprirono il fuoco sul treno in arrivo. In un tragico incidente causato da un fraintendimento, un treno carico di rifugiati finlandesi in ritorno a casa dopo la fine della Guerra d'inverno tra Finlandia ed Unione Sovietica, venne colpito dalle armi norvegesi, che uccisero un uomo e ferirono due donne. Nel tardo pomeriggio, le donne della guarnigione giunsero sulla scena della tragedia, non appena l'infermiera Anne Margrethe Bang giunse da Trondheim alla fortezza con un carico di rifornimenti medici. Figlia di un dottore e addestrata nel Primo Soccorso, la signora Bang volle restare alla fortezza per tutta la durata dell'assedio, aiutando due dottori militari con i malati e i feriti.

### Aerei tedeschi respinti dalla contraerea
Quando il 14 aprile aerei tedeschi sorvolarono la fortezza, furono sparati i primi colpi dai difensori con una mitragliatrice pesante. Gli aerei furono danneggiati e respinti. Altri materiali e munizioni vennero portati via da Værnes e portati alla fortezza il giorno stesso.

## Battaglia

### Cattura tedesca dell'area circostante

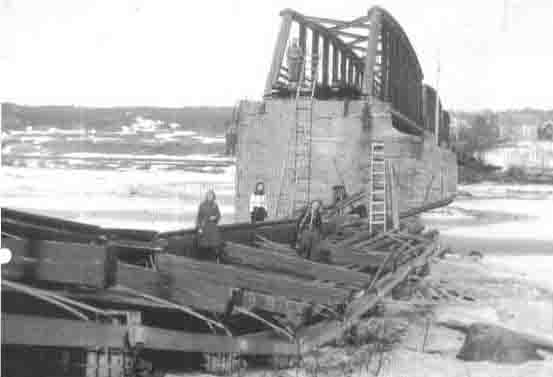
Ponte di Hegra dopo l'inizio dei combattimenti

#### Attacco al villaggio di Hegra
Alle 05:30 del 15 aprile, i tedeschi attaccarono le posizioni difensive norvegesi alla stazione ferroviaria di Hegra, al ponte di Hegra e al ponte di Mælen, supportati dall'artiglieria. In parte colte di sorpresa, le forze norvegesi ad Hegra ripiegarono alla fortezza in due tre ore. Ad inizio combattimenti, i norvegesi avevano demolito il ponte, costringendo i tedeschi ad attraversare il precario fiume ghiacciato Stjørdal, sotto il fuoco nemico. Al ponte di Mælen, i difensori si ritirarono verso sud. Quattro norvegesi caddero ad Hegra e uno a Mælen.

#### Intervento dell'artiglieria della fortezza
Quando l'attacco tedesco ebbe inizio, l'artiglieria del Forte di Hegra aprì il fuoco per supportare le truppe norvegesi e coprire poi la loro ritirata. Il fuoco fu indirizzato direttamente sull'artiglieria tedesca, sulle postazioni di mitragliatrici e sui convogli che portavano le truppe tedesche verso il confine con la Svezia. L'operatore del telegrafo ad Hegra funse da osservatore per gli artiglieri della fortezza. Il fuoco distrusse tre cannoni tedeschi e inflisse diverse perdite.

#### Schermaglie sulla strada per la fortezza
Quando i norvegesi abbandonarono Hegra e si diressero verso la fortezza, i tedeschi li seguirono finché non raggiunsero delle postazioni fortificate che bloccavano la strada. Da lì i norvegesi inflissero perdite ai tedeschi costringendoli a ritirarsi. In seguito, ispezionando l'area, i norvegesi trovarono il soldato tedesco Hugo Bayerle, ferito ad entrambe le cosce e con un femore rotto. I norvegesi lo presero e lo portarono alla fortezza dove ricevette cure mediche.

#### Fine del primo giorno
Alla fine del primo giorno di battaglia, i tedeschi erano avanzati lungo la ferrovia Meråkerbanen e sfondò le postazioni fortificate a Flornes. Le truppe norvegesi a Flornes ripiegarono prima su Meråker, poi più a nord ricongiungendosi con le altre forze norvegesi. Al calare della notte, le truppe tedesche occuparono le aree attorno ad Hegra, Avelsgaard, Flornes, Ingstad e Sona. Durante la giornata, gli aerei della Luftwaffe sorvolarono rapidamente la fortezza. Le truppe norvegesi spararono ai velivoli con fucili e mitragliatrici, danneggiandone uno che si schiantò tentando un atterraggio di emergenza a Værnes.

#### Secondo giorno
Il giorno seguente, la Luftwaffe attaccò ripetutamente con bombe e mitragliamenti. La fanteria tedesca cercò di avvicinarsi alla fortezza ma venne respinta dall'artiglieria e dalle mitragliatrici. Un obice da montagna tedesco posizionato a Avelsgaard bombardò la fortezza, distruggendo la maggior parte delle case fuori dalle mura. Un soldato norvegese venne ucciso da un proiettile che centrò il parapetto della fortezza. Fu l'ultimo soldato norvegese a morire nella battaglia.

#### Prima carica tedesca
Il 17 aprile cominciò con un bombardamento alle 07:00, sia aereo che con l'obice. Alle ore 09:00, una grande forza tedesca attaccò da nord-est, supportato da una mitragliatrice situata a 150 m a nord del forte. L'avanzata fu fermata quando i tedeschi raggiunsero il filo spinato di fronte alle trincee norvegesi. A questo punto la forza d'assalto fu soggetta al fuoco ravvicinato d'artiglieria, mitragliatrici e fucili che la costrinsero a ripiegare. I bombardieri tedeschi bombardarono la fortezza per tutto il giorno, disabilitando le linee telefoniche ed elettriche che non tornarono operative per tutto il resto dell'assedio . Da quel momento, tutti i tunnel e le sale norvegesi furono illuminate da candele e da nove lampade al cherosene.

#### Secondo attacco respinto
Il giorno seguente, le forze tedesche fecero un altro tentativo. Prima dell'assalto, nelle prime ore del giorno, la fortezza fu soggetta a fuoco di mitragliatrice e mortaio. Un battaglione di fanteria fu mandato avanti verso il forte ma venne colpito da una tormenta mentre attraversava la terra di nessuno. Perdendo i riferimenti nella tormenta, gruppi di soldati si spararono tra loro credendo di aver incrociato delle pattuglie norvegesi; l'attacco così dovette cessare prima di raggiungere le postazioni norvegesi. Bombardieri e artiglieria bersagliarono la fortezza per il resto della giornata.

#### Assedio

##### Evacuazione dei feriti
La sera del 18 aprile, due dottori norvegesi, Sigurd Aarrestad e Peter Berdal, si avvicinarono al comandante tedesco ad Hegra per chiedere il permesso di passare attraverso le linee tedesche per evacuare dalla fortezza soldati feriti. Nei giorni precedenti, diversi tedeschi erano rimasti feriti nei combattimenti ed essi credevano che anche i norvegesi avevano subito all'incirca le stesse perdite. Il permesso fu accordato e i bombardamenti furono sospesi. Mentre Aarrestad guidò la spedizione, Berdal venne tenuto ostaggio dai tedeschi per assicurarsi che i norvegesi tornassero dalla fortezza dopo aver portato degli sci per i feriti. Dopo che Aarrestad tornò dal Forte di Hegra, qualche ora dopo, portò con sé nove soldati norvegesi feriti e il tedesco Bayerle. Come parte dell'accordo, i norvegesi feriti non divennero prigionieri di guerra.

##### Tentativi di assalto abbandonati
Circa dal 25 aprile, i tedeschi abbandonarono l'idea dell'assalto a causa della tempesta. La necessità di sopraffare le forze norvegesi finì quando la cittadina di Steinkjer fu conquistata dai tedeschi, il 21 aprile, e l'avanzata Alleata da nord venne frenata. L'armata a sud del contrattacco Alleato non aggirò mai il nemico a nord da Åndalsnes ma venne inviato a Gudbrandsdal per supportare le forze norvegesi. Poiché le preoccupazioni tedesche cessarono, essi preferirono proseguire verso sud per unirsi con le forze provenienti da Oslo. Lo sforzo tedesco ad Hegra si limitò al bombardamento aereo e d'artiglieria, nel tentativo di sfiancare i norvegesi.

##### Duelli tra artiglierie, bombardamenti aerei e pattugliamenti
Per il resto della battaglia, i tedeschi non assaltarono più la fortezza. I combattimenti erano al massimo bombardamenti aerei della fortezza, duelli tra i cannoni norvegesi e tedeschi e schermaglie tra pattuglie di sciatori. Per contrastare l'artiglieria tedesca posizionata in aree non raggiungibili dall'artiglieria statica, i norvegesi spostarono i due cannoni da 8,4 cm in posizioni protette da cui colpire il nemico. I norvegesi così poterono bersagliare le postazioni di mitragliatrici, d'artiglieria, di comando e i depositi di munizioni. Il 23 aprile, una delle postazioni da 7,5 cm norvegese fu centrata, una delle torri di comando della fortezza fu distrutta e le linee di rifornimento d'acqua fu distrutta. Il secondo cannone da 7,5 cm venne distrutto il giorno seguente. La fortezza rimase sempre sotto il fuoco d'artiglieria e non poté dare supporto all'offensiva Alleata a nord.
Il 25 aprile, i tedeschi impiegarono una nuova arma contro il forte, quando un idrovolante sganciò una bomba da 1 800 kg, distruggendo completamente le abitazioni fuori le muri e scagliando i detriti fino ad Hegra, a diversi chilometri di distanza. Dal 29 aprile, i bombardamenti d'artiglieria crebbero d'intensità dato che i tedeschi si rinforzarono, catturando degli obici norvegesi Rheinmetall leFH 08 da 12 cm dall'armeria di Trondheim; il giorno seguente in cannone da 10,5 cm della fortezza venne distrutto. Durante l'assedio, più di 2 300 proiettili caddero sul Forte di Hegra.

###### Base aerea di Værnes
Un modo in cui Holtermann voleva contribuire alle operazioni principali durante la campagna era bombardare la base aerea di Værnes, il campo d'aviazione più a nord in possesso ai tedeschi, vitale per il supporto tedesco alle proprie forze a Trondheim. Il campo d'aviazione era importante in particolare per la battaglia di Narvik, il cui fronte non poteva essere raggiunto in volo da altre basi più a sud di Værnes. Consci di ciò, i tedeschi ordinarono a 2 000 norvegesi collaborazionisti di lavorare a pieno ritmo per espandere e incrementare le piste di decollo. Bombardare Værnes avrebbe impedito di completare i lavori e di lasciar decollare le unità aeree tedesche dirette a nord. Tuttavia, poiché Værnes si trova a 11,5 km da Hegra e i cannoni della fortezza avevano una gittata massima di 9 km, i bombardamenti furono impossibili. Per avere dei colpi precisi, la gittata effettiva era di 6,9 km; furono fatti dei tentativi per aumentare l'angolo di gittata ottimale da 19° a 26° rimuovendo gli scudi e parte del montaggio di cannoni, cosa che non si poté tentare dato che non si trovò nessun pezzo saldabile per apportare le modifiche. Il 22 aprile, uno dei cannoni da 10,5 cm aprì comunque il fuoco verso Værnes ma nonostante l'elevazione fosse il massimo possibile i proiettili caddero centinaia di metri prima del bersaglio.
I primi tentativi da Hegra furono effettuati il 14 aprile, quando una slitta trainata da cani in pattuglia individuò una massiccia attività aerea nell'area della base. Il piano prevedeva di trasportare uno dei cannoni da 8,4 cm su una collina vicina, chiamata Blankhammeren, e da lì bombardare i tedeschi e il campo d'aviazione. Quest'idea venne abbandonata il 15 aprile quando diversi tedeschi si spostarono nell'area, rendendo il piano impraticabile.

##### Attenzione dei media internazionali
Durante l'assedio, gli scontri al Forte di Hegra catturarono l'attenzione dei media internazionali con artivoli come quello nel The Daily Telegraph del 22 aprile e del 2 maggio, e quello in The Guardian del 16 aprile. La fortezza venne menzionata inoltre negli articoli della rivista TIME del 6 maggio e del 13 maggio.

## Resa

### Preparazione e fattori di influenza

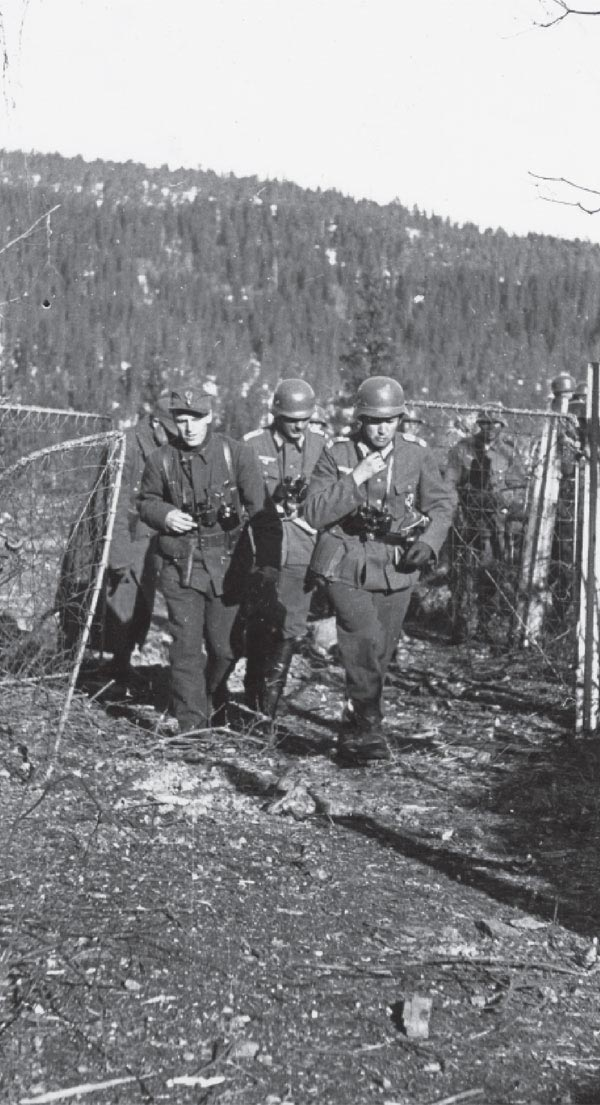
Soldati tedeschi attraversano il cancello della fortezza per accettare la resa norvegese

Il 2 maggio giunsero novità via radio relative alla ritirata Alleata dall'area di Åndalsnes, alla cattura tedesca della linea ferroviaria Dovrebanen, da Dombås a Støren, e della resa della 4ª Brigata norvegese nella Norvegia occidentale. Le notizie giunsero proprio all'apice del problema dei rifornimenti, come il pane che mancava dal 30 aprile. Il giorno seguente, il 3 maggio, la guarnigione cominciò a demolire le munizioni d'artiglieria in preparazione alla resa. I tre volontari svedesi unitisi ai norvegesi prima dell'assedio furono sollevati dai loro incarichi e guidati attraverso i monti fino al confine svedese, viaggiando sugli sci. Quel giorno, venne trasmesso un messaggio radio dal colonnello Ole Berg Getz, comandante norvegese nell'area di Trøndelag. Getz si era arreso con i suoi uomini a Nord-Trøndelag e ordinava ai soldati norvegesi dell'area di gettare le armi poiché la situazione era priva di speranza dopo la ritirata dei britannici dalla Norvegia meridionale. La decisione di arrendersi venne influenzata da un messaggio radio di Neville Chamberlain che annunciava la fine della campagna Alleata nel sud del paese. Il 4 maggio, iniziò la distruzione di radio, mitragliatrici, carabine e altre armi leggere, e diverse pattuglie furono mandate via portando con sé molti documenti. Alle 13:50 il messaggio venne ricevuto e la distruzione dell'artiglieria della fortezza ebbe inizio.

### Capitolazione
Nelle prime ore del 5 maggio, i norvegesi si trovarono a corto di cibo e acqua; tutte le altre forze Alleate nella Norvegia meridionale si erano ritirate o arrese e il Forte di Hegra era l'ultimo centro di resistenza a sud di Nordland. Alle 05:00, il maggigore Holtermann riunì i suoi uomini nei tunnel e riferì loro la sua decisione di arrendersi. In un breve discorso, ringraziò gli uomini e cantò con loro l'inno nazionale norvegese. Alle 05:25, la bandiera bianca sventolava sulla fortezza e alle 06:30 sessanta soldati tedeschi e tre ufficiali, guidati dal capitano Giebel, giunsero per accettare la resa. Più tardi, quello stesso giorno, 190 uomini e una donna marciarono prigionieri fuori dalla fortezza. Alla resa, la guarnigione del Forte di Hegra era composta da 14 ufficiali, un ufficiale tecnico, 7 sergenti, un ufficiale cadetto, 6 caporali, 161 soldati e l'infermiera Anne Margrethe Bang.

### Guarnigione in prigionia

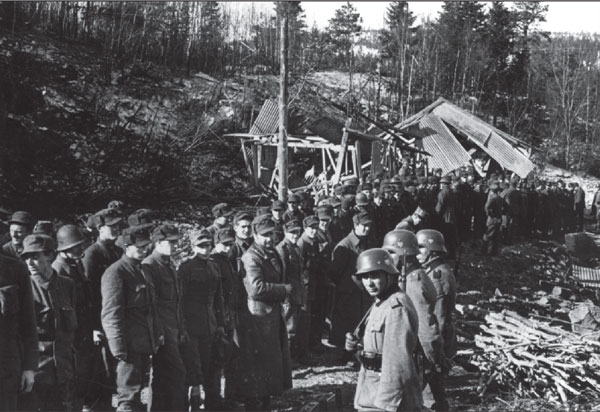
La guarnigione arresasi radunata nel campo della fortezza

Dopo la resa, i norvegesi marciarono fino alla stazione ferroviaria di Hegra dove salirono in treno. A Trondheim, gli ufficiali e Anne Margrethe Bang furono fatti scendere e internati nella scuola secondaria mentre il resto degli uomini proseguirono il viaggio verso Lundamo nella valle Gauldalen, dove furono rinchiusi per una notte in un granaio. Il giorno seguente, il 6 maggio, furono costretti ad una marcia di 50 km fino a Berkåk dove venne creato un campo di prigionia. I prigionieri furono messi al lavoro per costruire una strada improvvisata sul fiume Orkla. La strada aveva lo scopo di aiutare il sistema logistico tedesco che era stato severamente rallentato dagli innumerevoli ponti distrutti dall'Esercito Norvegese nei mesi precedenti. In parte a causa delle condizioni fisiche i prigionieri, dopo l'assedio, il ponte non venne mai completato nonostante la minaccia di punizioni fatte dal comandante del campo tedesco. Alla fine di maggio l'Alto Comando Tedesco a Berlino annunciò che Adolf Hitler in persona aveva ordinato di rilasciare i prigionieri di guerra norvegesi come atto di riconoscimento delle imprese fatte dai difensori nonostante le difficili condizioni. I prigionieri della fortezza furono rilasciati a gruppi e per metà giugno anche gli ultimi se n'erano già andati.

## Vittime
Sei soldati norvegesi furono uccisi durante la battaglia e quattordici rimasero feriti. Tutte le 20 vittime norvegesi caddero nei primi due giorni di combattimenti. Nei primi anni dopo la seconda guerra mondiale, le stime norvegesi sulle vittime della battaglia furono sovrastimate cioè circa 1 100 morti o feriti. Ricerche seguenti condussero a cifre molto inferiori, circa 150-200 soldati morti o feriti ad Hegra.